# Гарячковий цирк
«Гарячковий цирк» (фр. Delirium Circus) — науково-фантастичний роман, який написав французький автор П'єр Пело і опублікований 1977 року.

## Сюжет
Головний герой твору — багатий і відомий актор, який живе в вищому світі, Ноаю, де все це тільки обман. Головною діяльністю у цьому світу є виробництво фільмів для людей віруючих у Бога. Це середовище оточено невідомим світом, периферією, де мешкають віряни, звідки виходить все, що необхідне для життєвого циклу та виробництва цих фільмів. Під час жвавої дискусії громадянин і його сценарист ставлять під сумнів міркування свого світу. Під час цього він тікає із дивною дівчиною, щоб спробувати відкрити світ поза межами Основи і нарешті дізнатись, хто це Бог, для якого призначені всі ці постановки.

## Нагороди
- Велика премія уяви 1978[1]

## Додаткова інформація
В оригіналі книжка складається із 318 сторінок.

## Видання
- J'ai lu, № 773, Париж, 1977[2] · [3].
- J'ai lu, S-F 773, Париж, 1993
- Éditions Denoël, Coll. Lunes d'encre, Париж, 2005 (Цей том містить Гарячковий цирк, Перетин, Випадкова смерть та Блискавка у повільному русі)'[4]
- Bragelonne, Coll. Bragelonne Classic, digital edition, Париж 2013